# John DeLorean

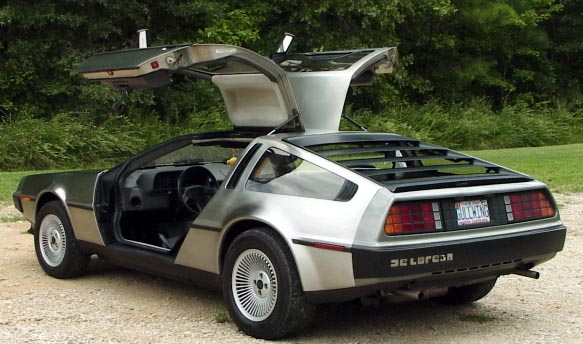
DeLorean DMC–12

John Zachary DeLorean (Detroit, Michigan, 1925. január 6. – Summit, New Jersey, 2005. március 19.) amerikai mérnök, autóipari menedzser, szülei román és magyar származásúak voltak, akik az Osztrák–Magyar Monarchiából vándoroltak ki. Dolgozott a Chryslernél, a luxusautókat gyártó Packardnál és a General Motorsnál. A DeLorean Motor Company alapítója, amely a legendássá vált DeLorean DMC–12 sportautót gyártotta.

## Élete
1925. január 6-án született az autógyártás fellegvárának számító Detroitban. Szülei Zachary DeLorean és Pribak Katalin Erdély területéről származó bevándorlók voltak. Magyar származású anyja a General Electricnél kapott munkát. Román származású apja, aki húszéves korában Sugágról vándorolt ki az Amerikai Egyesült Államokba, és kezdetben Montanában élt. Amikor Michiganbe költözött a Ford Motor Companynál kapott állást segédmunkásként. Gyenge angol nyelvtudása miatt nem léphetett magasabb beosztásba, és amikor már a Ford sem alkalmazta, akkor asztalosként dolgozott. John volt a legidősebb négy fiuk közül. Szülei 1942-ben elváltak, apja teljesen lecsúszott, és az alkoholizmusba menekült.
DeLorean iskoláit Detroitban végezte, majd Southfieldben, a Lawrence Műszaki Egyetemen diplomázott. A Chryslernél kezdett, utána az amerikai luxusautókat gyártó Packardnál dolgozott, aztán a General Motorsnál a Pontiac igazgatója lett, majd 1969-től a Chevroletet irányította. A fizetése ekkor már évi 200 000 dollár volt, amelyhez 400 000 dolláros éves bónusz prémiummal is rendelkezett. Csodálatos karriert épített, köszönhetően a fürge, nagy teljesítményű Pontiac GTO-nak. A Chevrolet igazgatójaként azonban elszakadt a sikeres autót létrehozó mérnökgárdától. 1973-ban a GM elnöke lemondásra szólította fel. Így felmondott, és saját álmai megvalósításába kezdett. 1975-ben megalapította a Delorean Motor Company-t. Elege lett ugyanis abból, hogy öt-hat év után használhatatlanná váltak az akkoriban forgalmazott autók, és ő olyan autót akart készíteni, amely hosszú életű és sokáig kiszolgálja a tulajdonosát.
A vállalkozás azonban nem lett üzleti siker, elkészült körülbelül kilencezer DeLorean DMC–12, de 1982-ben a gyártás leállt, mivel csődöt kellett jelenteniük. DeLoreannek nem volt elég anyagi forrása a vállalat további finanszírozásához. Később hírneve is megkopott, még drogcsempészettel is megvádolták. A vádak alól ugyan tisztázni tudta magát, de hátralévő élete is pereskedéssel és helykereséssel telt el, 1999-ben a személyes csőd is elérte. Elhagyta harmadik felesége, és a jómódú barátok is elpártoltak tőle. Ezekből a házasságokból két gyermeke született Zachary Tavio DeLorean és Kathryn Ann DeLorean. A sok rossz után, azonban az újjászületett keresztény egyháznak lett aktív tagja. Élete vége felé nem számított már a gazdagok közé, sőt többször is korábbi üzletfelei segítették megélhetését. New Jersey-ben élt és negyedszer is megházasodott. Ez a felesége, Sally Baldwin haláláig mellette volt. Közös gyermekük is született Sheila Baldwin DeLorean. 2005. március 19-én agyvérzésben hunyt el Summitben. Az örök lázadó személyt szimbolizálva kék farmernadrágban és motoros kabátban temették el.

## Emlékezete
A Fortune gazdasági hetilap 2013-ban a tíz legrosszabb autóipari vezető közé sorolta.

## Érdekesség
Egy időben Mark Harmon színész sógora volt, miután második felesége annak nővére, Kelly Harmon volt 1969 és 1972 között.

## Fordítás
- Ez a szócikk részben vagy egészben  a   John DeLorean című angol Wikipédia-szócikk fordításán alapul.  Az eredeti cikk szerkesztőit annak laptörténete sorolja fel. Ez a jelzés csupán a megfogalmazás eredetét és a szerzői jogokat jelzi, nem szolgál a cikkben szereplő információk forrásmegjelöléseként.